# Marcos Louzada Silva
Marcos Henrique Louzada Silva, également appelé Didi, né le 2 juillet 1999 à Cachoeiro de Itapemirim au Brésil, est un joueur brésilien de basket-ball évoluant aux postes d'arrière et d'ailier.

## Biographie
Lors de la draft NBA 2019, il est drafté en 35e position par les Hawks d'Atlanta mais ses droits sont échangés aux Pelicans de La Nouvelle-Orléans.
Le 15 juillet 2019, il signe pour la saison à venir avec les Sydney Kings.
En avril 2021, il signe un contrat de plusieurs saisons en faveur des Pelicans de La Nouvelle-Orléans.
En novembre 2021, Louzada est suspendu 25 matches par la NBA en raison d'un contrôle antidopage positif à deux stéroïdes anabolisants.
En février 2022, Didi Louzada, Nickeil Alexander-Walker, Josh Hart, Tomáš Satoranský, un premier, et deux seconds tour de draft sont envoyés vers les Trail Blazers de Portland contre C.J. McCollum, Tony Snell et Larry Nance Jr.. Les Blazers se séparent de Louzada fin août 2022.

## Palmarès
- Finaliste du championnat des Amériques 2022

## Statistiques

### Professionnelles

#### Saison régulière
| Saison    | Équipe              | Matchs | Titul. | Min./m | % Tir | % 3pts | % LF  | Rbds/m. | Pass/m. | Int/m. | Ctr/m. | Pts/m. |
| --------- | ------------------- | ------ | ------ | ------ | ----- | ------ | ----- | ------- | ------- | ------ | ------ | ------ |
| 2020-2021 | La Nouvelle-Orléans | 3      | 0      | 18,7   | 23,1  | 25,0   | 0,0   | 1,00    | 1,00    | 0,70   | 0,00   | 2,70   |
| 2021-2022 | La Nouvelle-Orléans | 2      | 0      | 3,5    | 0,0   | 0,0    | 0,0   | 1,00    | 0,50    | 0,00   | 0,00   | 0,00   |
| 2021-2022 | Portland            | 7      | 1      | 17,4   | 40,0  | 45,0   | 100,0 | 2,10    | 0,60    | 0,30   | 0,30   | 5,00   |
| Carrière  | Carrière            | 12     | 1      | 15,4   | 32,6  | 35,5   | 100,0 | 1,70    | 0,70    | 0,30   | 0,20   | 3,60   |